# Édouard Salier
Édouard Salier (Bordeus, 12 d'agost de 1976) és un director de cinema, artista gràfic, dissenyador i fotògraf francès.

## Biografia
Després d'estudiar arts gràfiques a París, Edouard Salier va començar la seva col·laboració amb Doctor L i dins del col·lectiu d'artistes Art Posthume.
Va dirigir el tema principal de Clique, l'espectacle de Mouloud Achour a Canal+.

## Filmografia

### Llargmetratges
- 2019 : Africa Mia amb Richard Minier
- 2022 : Tropic[3]

### Sèries de televisió
- 2019 : Mortel de Frédéric Garcia

1. Archi Dead
2. Flammes. Flammes. Flammes
3. Mise à Nudes
4. Un mec toxique
5. La Solitudine
6. L'Ensecrètement

- 2020 : La Révolution d'Aurélien Molas

1. Chapitre six : L'alliance
2. Chapitre sept : Le dilemme
3. Chapitre huit : La révolte

- 2021 : Mixte de Marie Roussin (episodis 5 a 8)
- 2024 : Les Sentinelles - série de Guillaume Lemans, Xabi Molia i Raphaëlle Richet – co-dirigida amb Thierry Poiraud

### Curtmetratges
- Toks (2003)
- The End (2004)
- Interview (2005)
- Empire (2005)
- Flesh (2005)
- Love (2006)
- 4 (2009)
- Habana (2013)

### Videoclips
- 2000: Mountains, Doctor L
- 2000: Never Satisfied, Tony Allen
- 2000: Labyrinth, Doctor L
- 2000: Give Away Box, Doctor L
- 2001: Perfect Monster, Kactus Hunters
- 2001: Clumsy Lobster, Ernest Saint Laurent
- 2001: Miracles, Kactus Hunters
- 2002: Habana, Orishas
- 2002: Back By Dope Demand, Naab
- 2003: Já Sei Namorar, Tribalistas
- 2004: La Balayeur, Thomas Winter et Bogue
- 2004: Batifole, Thomas Winter et Bogue
- 2004: Nací Orishas, Orishas
- 2004: El Kilo, Orishas
- 2005: I Want Love, Jehro
- 2006: Fils de Cham, Tété
- 2006: ¿Qué pasa?, Orishas
- 2007: Hip Hop Conga, Orishas
- 2007: User, The Replicants
- 2007: Hay Un Son, Orishas
- 2008: Let's Get Physical, Rock & Junior
- 2008: Bruja, Orishas
- 2009: Let's Take a Walk, Raphael Saadiq
- 2010: So Light Is Her Footfall, Air
- 2010: Splitting the Atom, Massive Attack
- 2010: This Is War, Thirty Seconds to Mars
- 2010: Atlas Air, Massive Attack
- 2011: Civilization, Justice
- 2013: Waiting For A Sign, Scratch Massive
- 2013: I'm Aquarius, Metronomy
- 2018: Love S.O.S, Justice

### Publicitat
- Diesel
- La Poste, Pliages
- Coca-Cola, Quest
- Nike, Mercurial
- O2, Doodle
- Nike, Woman
- Smirnoff, Signature
- Numericable

## Premis
- 2015: Gran premi de curtmetratge al Festival Internacional de Cinema Fantàstic de Gérardmer 2015 per Habana